# モンテロ (コール・ミー・バイ・ユア・ネーム)
「モンテロ (コール・ミー・バイ・ユア・ネーム)」 (Montero (Call Me by Your Name))は、リル・ナズ・Xの楽曲。

## 解説
- 2021年第一弾シングル。
- 「モンテロ」はリル・ナズ・Xの本名から採られており、副題の「コール・ミー・バイ・ユア・ネーム」は同名の映画が基となっている[1]。
- Billboard Hot 100と全英シングルチャートでは「オールド・タウン・ロード」以来通算2曲目となる首位を記録。

## トラックリスト
1. MONTERO (Call Me by Your Name) -  2:17
2. MONTERO (Call Me by Your Name) (But Lil Nas X makes all the sounds with his mouth) - 2:20
3. MONTERO (Call Me by Your Name) (Satan's extended version) - 2:50
4. MONTERO (Call Me by Your Name) (But Lil Nas X is silent the entire time) - 2:48